# Бельск (Мазовецкое воеводство)
Бельск (пол. Bielsk [bjɛlsk]) — деревня в сельском округе Бельск гмины Бельск Плоцкого повята Мазовецкого воеводства Республики Польша. У деревни Бельск берёт своё начало река Серпеница.

## Расстояние до крупных городов
- 16 км к северо-востоку от города Плоцк — административного центра Плоцкого повята.
- 96 км к северо-западу от Варшавы — административного центра Мазовецкого воеводства и столицы Республики Польша.

## История
Первоначально Бельск был связан с бенедиктинцами из Могильно (первую запись относят к 1065 году). В XIV веке перешёл к мазовецким князьям. В 1424 году Земовит IV утвердил городские права Бельска. Потом последовали привелеи от Сигизмунда Старого в 1537 году, от Сигизмунда Августа в 1550 году. Но пожары, войны и эпидемия поразившие город в XVI веке привели к ослаблению развивающегося Бельска. В 1869 году утратил статус города

## Население
В 1827 году в городе в 48 домах проживало 488 человек. В 1857 году в 68 домах 607 человек. К 1880 году 841 человек (из них 401 мужского пола и 440 женского)